# Адиб, Мустафа (политик)
Мустафа Адиб Абдул Вахед, более известен как Мустафа Адиб (араб. مصطفى أديب‎; род. 30 августа 1972, Триполи, Ливан) — ливанский учёный, дипломат и политический деятель. Посол в Германии с 2013 года. Назначенный премьер-министр Ливана с 31 августа по 26 сентября 2020 года.

## Биография
Получил в университете Монпелье степень доктора философии по политологии. В 2000 году начал преподавать в Ливанском университете, с 2010 года — профессор конституционного права, публичного международного права, политических партий и лоббирования, международных отношений и политологии.
Возглавлял неправительственную организацию «Центр ближневосточных стратегических исследований», базирующуюся в Триполи и занятую вопросами демократии и управления.
В 2000—2004 годах Мустафа Адиб являлся советником миллиардера, министра общественных работ и транспорта Наджиба Микати, а в 2011—2013 годах, когда Микати был премьер-министром Ливана, руководил его канцелярией. В 2013 году назначен послом Ливана в Германии.
4 августа 2020 года в порту Бейрута произошли два мощных взрыва, повлёкшие множество жертв, и 10 августа премьер-министр Хасан Диаб объявил об отставке своего правительства.
31 августа 2020 года Мустафа Адиб оказался компромиссной фигурой для большинства фракций ливанского парламента в качестве кандидата на пост премьер-министра (его поддержали 90 депутатов из 120), и президент Мишель Аун назначил его премьер-министром и поручил ему формирование кабинета. Наблюдатели отмечают, что выдвижение нового премьера состоялось накануне второго с начала августа визита в Ливан президента Франции Макрона, который призвал к развёртыванию международной программы помощи Ливану, переживающему финансовый кризис и спровоцированное им протестное движение, но обусловил принятие мировым сообществом неотложных мер началом решительных политических и экономических реформ в стране, предупредив об опасности перерастания беспорядков в гражданскую войну.
Вечером 31 августа французский президент начал свой второй с 6 августа визит в Ливан с посещения в пригороде Бейрута дома певицы Файруз, которую считают одним из немногих символов национального единения, и вручил ей орден Почётного легиона. Собравшаяся возле коттеджа толпа стояла с плакатами «Нет правительству косметического ремонта», «Нет правительству убийц или с участием убийц» и скандировала по-французски: «Nous sommes un peuple libre» и «Mustapha Adib, non!» («Мы свободный народ» и «Нет Мустафе Адибу»).
26 сентября 2020 года Адиб заявил о провале попыток сформировать новое правительство и подал в отставку.

## Награды
Офицер Ордена Звезды Италии (2014).